# Sos czosnkowy

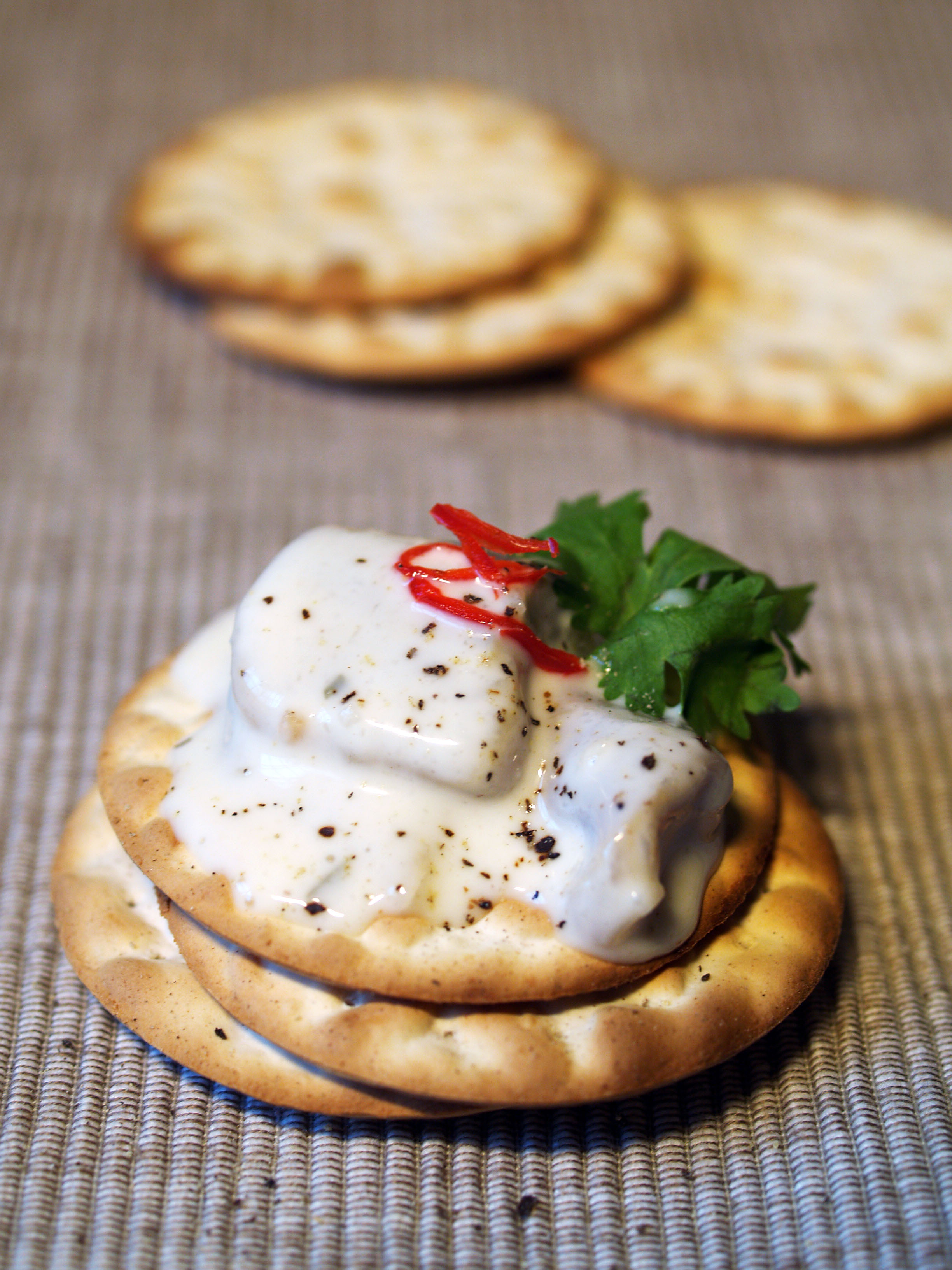
Sos czosnkowy na przekąsce

Sos czosnkowy – aromatyczny biały sos, sporządzany głównie na bazie jogurtu naturalnego lub (rzadziej) śmietany. Zazwyczaj niepoddawany obróbce termicznej. Podawany na zimno do dań orientalnych lub jako dip.